# 錢斯 (馬里蘭州)
錢斯（英語：Chance）是位於美國馬里蘭州薩默塞特縣的一個普查規定居民點。

## 人口
根據2020年美國人口普查的數據，錢斯的面積為6.69平方千米，當中陸地面積為4.32平方千米，而水域面積為2.37平方千米。當地共有人口330人，而人口密度為每平方千米49.33人。